# Кай, Ольга
Ольга Кай — писательница-фантаст из Днепропетровска. Работает в направлениях приключенческого и романтического фэнтези, а также социальной фантастики, пишет сказки для детей.

## Образование
Закончила Днепропетровский национальный университет имени Олеся Гончара (факультет прикладной математики).

## Профессиональная деятельность
Член жюри международного литературного конкурса «Современная нереалистическая проза» Архивная копия от 13 ноября 2016 на Wayback Machine (2007—2009 гг.), областного литературного конкурса «Молода муза» Архивная копия от 2 апреля 2015 на Wayback Machine (2012, 2013). Член жюри и оргкомитета Первой Всеукраинской литературной премии им. А. Кравченко (Девиль), а также Всеукраинского конкурса творческой молодежи «Літературна Надія Дніпра — 2013 Архивная копия от 2 апреля 2015 на Wayback Machine».
Соучредитель информационного портала «Литературная Днепропетровщина» (dniprolit.org.ua).
Редактор-составитель коллективного сборника «Барви слова» Архивная копия от 2 апреля 2015 на Wayback Machine (2011), «Небесна сюїта» (2012), редактор авторского сборника рассказов Евгении Яворской «Рецепт счастья» (2013).

## Публикации

### Книги
- Портрет из прошлого (на украинском языке) // Днепропетровск, «Пороги», 2012. — 80с.[1]

- Ведьмина тропа // Санкт-Петербург, ООО «Написано пером», 2013. — 173с.

- Загадать желание Архивная копия от 21 февраля 2015 на Wayback Machine // Монреаль, Т/О «Неформат», Издательство «Accent Graphics Communications», 2013. — 684с.

- Невеста императора Архивная копия от 27 марта 2015 на Wayback Machine // Павлоград, «Има-пресс», 2014. — 364с.

- Городская Ромашка Архивная копия от 25 сентября 2015 на Wayback Machine // Севастополь, «Шико-Севастополь», 2015.

### Рассказы
в газетах: «Закрытый клуб» (2006, Луганск), «Экспедиция ХХІ» (2011, Днепропетровск);
в журналах: «Український Фантастичний Оглядач (УФО)» (2007, Львов), «Склянка Часу*Zeitglas» (2011, Канев), «Бористен» (2012, 2013, Днепропетровск), «Пізнайко від 2 до 6. Журнал для найменших» (2012, Киев), «Світ Фентезі» (2014);
сборниках: «У вирі дум і почуттів» (2008, Днепропетровск), «Україна є!» (2011, Днепропетровск), «Барви слова» (2011, Днепропетровск), «Світанкова палітра» (2012, Днепропетровск), «Наш кращий друг — природа» (2013, Днепропетровск);
в аудиокниге: «Письменники Дніпропетровщини — шкільним бібліотекам» (2012, Днепропетровск);
альманахи: Альманах фантастики «Мантикора» (2011, Ивано-Франковск), «АвторЪ. Фантастика. Литературный альманах» (2012, Благовещенск), «Лава» (№7, 2014, Харьков).

## Награды
- финалист международного литературного конкурса «Современная нереалистическая проза» Архивная копия от 22 июля 2015 на Wayback Machine (2006);

- финалист всеукраинского конкурса произведений для детей и юношества «Золотий лелека» Архивная копия от 2 апреля 2015 на Wayback Machine (2008) (за роман «Сказка о музыканте» на украинском языке);

- победитель областного литературного конкурса «Молодая муза» (2008, 2011);[3]

- призёр областного литературного конкурса «Україна є!» (2011) — II место;

- победитель городского литературного конкурса «Літературна надія Дніпра» (2011) Архивная копия от 2 апреля 2015 на Wayback Machine;

- призёр конкурса издательства «Написано пером» (2012) — III место (по итогам издан роман «Ведьмина тропа»).